# Tugur

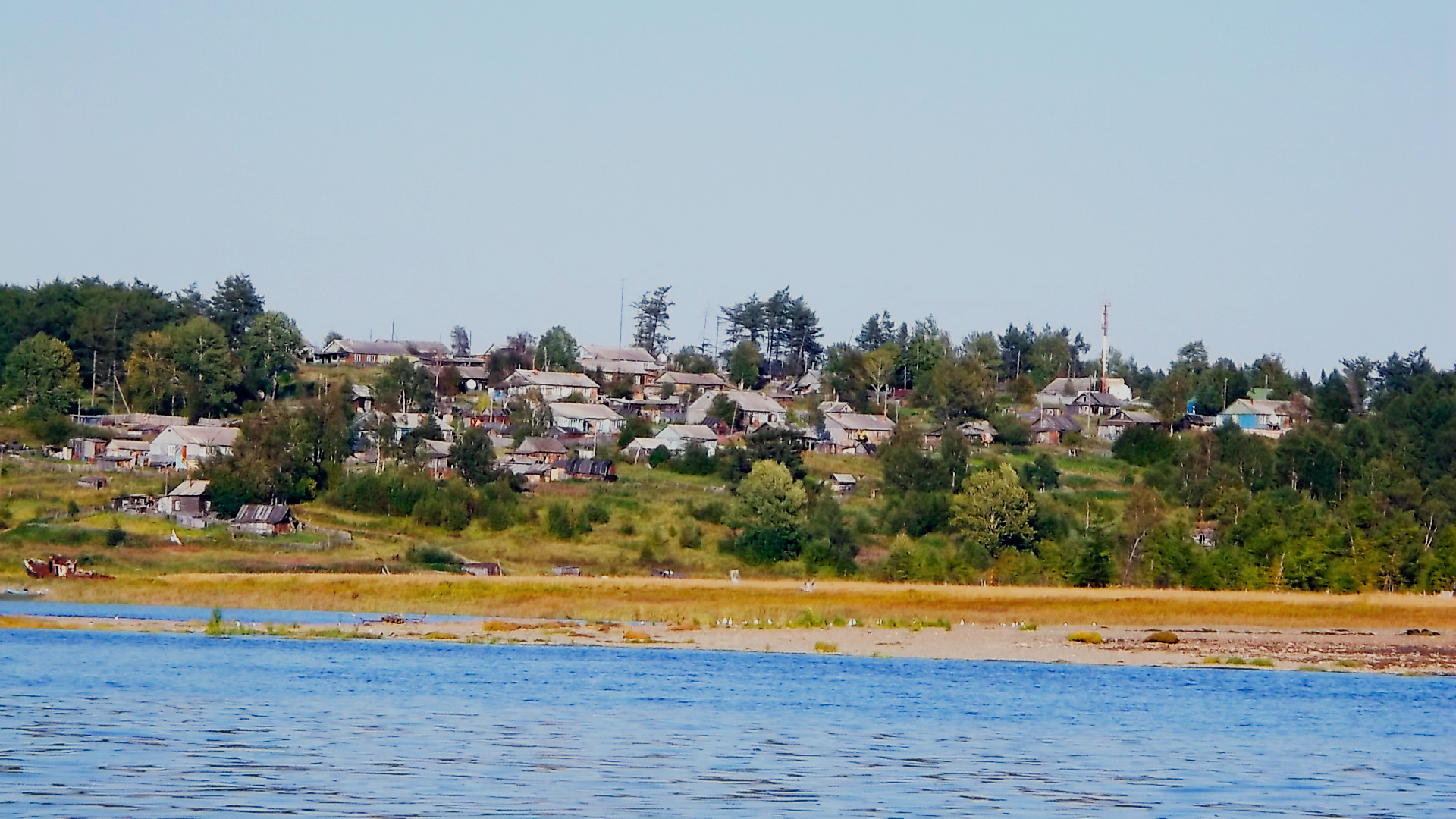
Tugur

Tugur (russisch Тугу́р) ist ein Dorf (Selo) in der Region Chabarowsk im Fernen Osten Russlands mit 315 Einwohnern (Stand 1. Oktober 2021).

## Geographie
Das Dorf liegt etwa 600 Kilometer nördlich der Regionshauptstadt Chabarowsk am rechten Ufer des Flüsschens Kutyn unweit seiner Mündung in das südliche Ende der Tugurbucht des Ochotskischen Meeres, der die Schantarinseln vorgelagert sind. Südwestlich mündet der gleichnamige Fluss Tugur ebenfalls in die Bucht. Die östlich in das Meer ragende große Halbinsel, die die Tugurbucht von der Ulbanbucht trennt, heißt Tugurhalbinsel.
Tugur ist eines von nur sechs Dörfern des Rajons Tuguro-Tschumikanski, der mit insgesamt nur 2500 Einwohnern auf knapp 100.000 km² extrem dünn besiedelt ist. Das Rajonverwaltungszentrum Tschumikan liegt knapp 150 Kilometer nordwestlich an der Mündung der Uda.

## Infrastruktur und Wirtschaft
Die wenigen Einwohner des Dorfes leben hauptsächlich von Jagd und Fischfang. Auf dem Landwege ist Tugur nur im Winter über eine von dem gut 150 Kilometer entfernten Selo imeni Poliny Ossipenko am Amgun ausgehende Piste erreichbar.
In den 1990er Jahren projektierte das heute zu RusHydro gehörende Wissenschaftliche Forschungsinstitut für Energieanlagen (NIIES) an der Tugur-Bucht ein Gezeitenkraftwerk mit einer Leistung von 8000 Megawatt. Der Tidenhub von bis zu 5 m in der 90 km langen und 20 bis 40 km breiten, aber nur gut 20 Meter tiefen Bucht sollte mit Hilfe eines 37 km langen Sperrwerkes und bis zu 1000 „orthogonalen“ Turbinen ähnlich der des rekonstruierten Gezeitenkraftwerkes Kislaja Guba in Nordrussland zur Energieerzeugung genutzt werden. Der heutige Status des Projektes ist nicht bekannt; im Unterschied zu einem noch größeren Projekt an der Mündung des Mesen in das Weiße Meer gehört es nicht zum aktuellen Investitionsplan des Unternehmens, war jedoch beim inzwischen aufgelösten halbstaatlichen Vorgängerunternehmen Unified Energy System noch 2008 im Gespräch.